# Disco rigido esterno

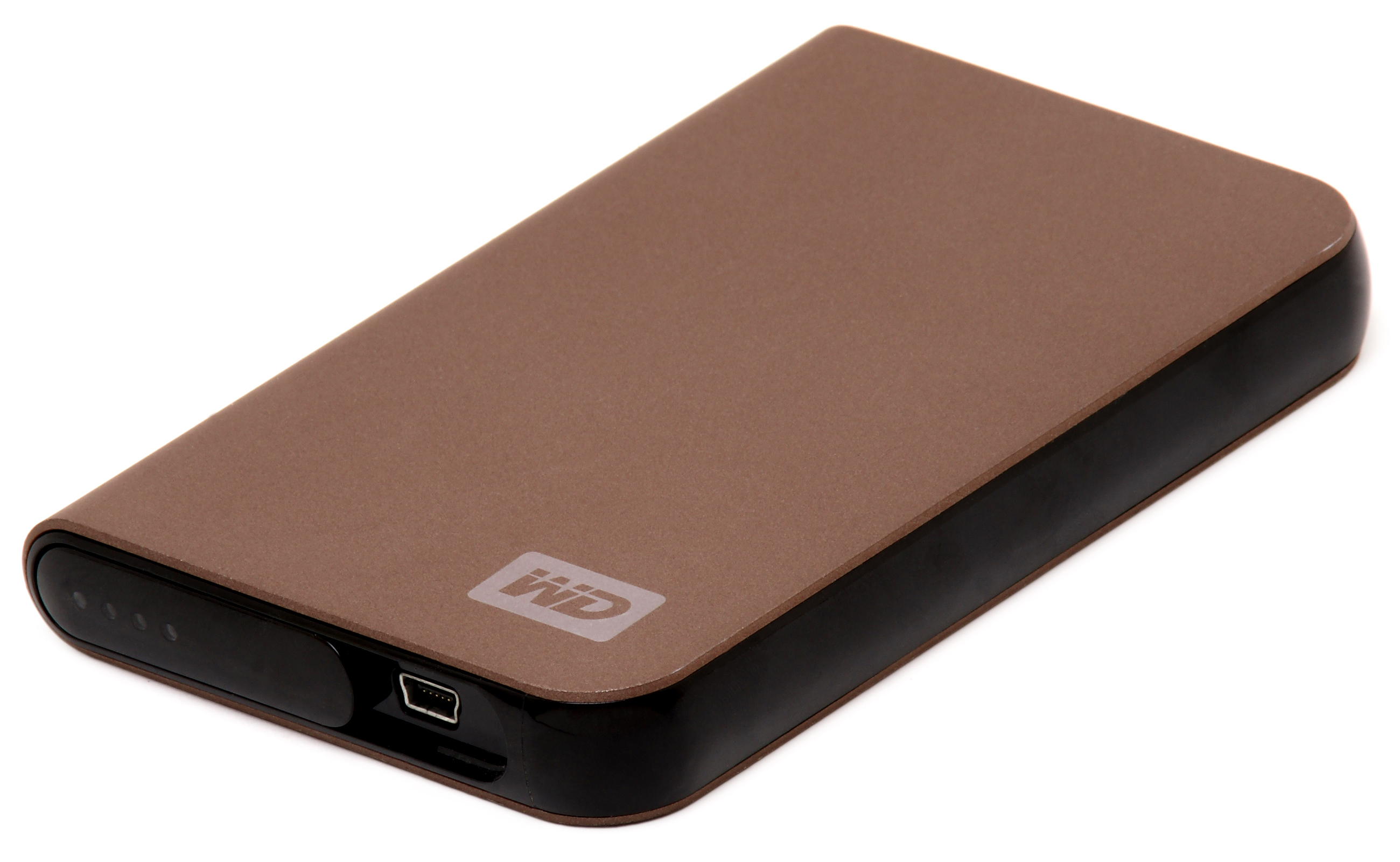
Unità esterna che utilizza un disco da 2.5" e un case con connessione USB per alimentazione e trasferimento dati.

Il disco rigido esterno o hard disk esterno è una periferica di input/output di un computer o dispositivo di memorizzazione che serve per l'archiviazione di qualunque tipo di file.
È composto generalmente da un normale disco rigido, inserito in un apposito case dotato di porte di connessione verso un personal computer. Sono state utilizzate varie tecnologie di connessione come ad esempio USB, FireWire, SCSI, eSATA.
Le unità disco fisso esterne sono solitamente disponibili come prodotti integrati preassemblati, ma possono anche essere assemblate combinando un involucro esterno (con USB o altra interfaccia) con un'unità acquistata separatamente. Sono disponibili nelle dimensioni da 2,5 pollici e 3,5 pollici; Le varianti da 2,5 pollici sono in genere chiamate unità esterne portatili, mentre le varianti da 3,5 pollici sono indicate come unità esterne desktop. Le unità "portatili" sono confezionate in contenitori più piccoli e leggeri rispetto alle unità "desktop"; inoltre, le unità "portatili" utilizzano l'alimentazione fornita dalla connessione USB, mentre le unità "desktop" richiedono i blocchi di alimentazione esterni.
Funzioni come la sicurezza biometrica o interfacce multiple (ad esempio Firewire) sono disponibili a un costo maggiore.

## Descrizione

### Vantaggi
Il disco rigido esterno può essere adottato per diversi motivi:
- soddisfare le esigenze di mobilità di alcuni utenti, che devono disporre dei dati su una molteplicità di computer;
- fare copie di salvataggio dei programmi o file presenti sul computer;
- archiviare periodicamente i file meno utilizzati, per liberare spazio di memoria sul disco rigido del computer e/o per evitare rallentamenti all'avvio del sistema operativo e dei programmi;
- esigenze di sicurezza: per avere una protezione a livello hardware dei dati, salvati su una periferica che opportunamente può essere scollegata da connessioni di rete.
- archiviare dati in generale.

### Dischi rigidi multimediali
I dischi rigidi multimediali sono dischi rigidi esterni che permettono un collegamento a riproduttori audio e video, quali televisori, radio, lettori MP3. 
Questi dischi rigidi hanno un cavo USB in ingresso per interfacciarsi con il computer, prese audio e presa SCART in uscita per il riproduttore collegato. Sono gestiti tramite un telecomando per la scelta dei file, regolare il volume, colore, e le altre opzioni di riproduzione.
Ogni disco rigido esterno multimediale può essere programmato come registratore di audio e video in alta qualità, nel formato che si desidera, dalla periferica cui è collegato, tramite presa Scart, normale cavo d'antenna, presa USB. 
Se il televisore oppure il decoder per il digitale terrestre, o altro ricevitore collegato, dispongono di una porta USB, è possibile sostituire l'hard disk multimediale con un più economico hard disk esterno. La porta USB ha un flusso di informazioni che è bidirezionale: può essere usata per leggere contenuti dall'hard disk nel televisore, oppure per registrare dalla TV o dal ricevitore nell'hard disk.